# 6 березня
6 березня — 65-й день року за Григоріанським календарем (66-й у високосні роки). До кінця року залишається 300 днів.

## Свята і пам'ятні дні

### Міжнародні
- Всесвітній день боротьби з глаукомою[1]

### Національні
- Гана: День Незалежності.

### Релігійні

#### Християнство
- День Святих 42 мучеників, що в Аморії загинули (845).

Православ'я:
- Мучеників 42 в Амморії: Костянтина, Аетія, Феофіла, Федора, Мелісена, Каліста, Васоя та інших з ними.
- Знайдення чесного Хреста і цвяхів святою царицею Оленою в Єрусалимі.
- Преподобномученика Конона і сина його Конона.
- Преподобного Аркадія Кіпрського.

## Події
- 12 до н. е. — імператор Октавіан Август прийняв титул Pontifex Maximus, найважливішу релігійну посаду Риму.
- 632 — заключна проповідь пророка Магомета на горі Арафат.
- 1665 — почав видаватися найстаріший науковий журнал світу — Philosophical Transactions of the Royal Society.
- 1853 — Театр ла Феніче (Венеція) вперше поставив «Травіату» Джузеппе Верді.
- 1857 — Верховний суд США у справі Дред Скотт проти Сендфорда постановив, що Конституція США не передбачає громадянства, прав і свобод для чорношкірих людей.
- 1899 — німецька компанія Bayer отримала патент на торговельну марку «аспірин»
- 1902 — засновано футбольний клуб «Реал Мадрид».
- 1913 — вперше в пресі згадане слово «джаз»
- 1918 — Українська Центральна Рада проголосила адміністративну реформу УНР, поділивши її на 32 землі.
- 1933 — новий президент США Ф. Д. Рузвельт на тиждень зупинив усі банківські операції, що допомогло відновити довіру американців до банківської системи у розпал Великої депресії.
- 1939 — на честь 125-ї річниці від дня народження Кобзаря у Києві відкрито пам'ятник Тарасу Шевченку.
- 1964 — боксер Кассіус Клей прийняв іслам і став Мухаммедом Алі.
- 1970 — в Англії вийшов сингл «The Beatles» «Let It Be».
- 1991 — засновано Національний олімпійський комітет України.
- 1992 — почався розіграш першого Чемпіонату з футболу незалежної України.
- 1995 — збройні сили РФ після важких двомісячних боїв повністю зайняли Грозний. Унаслідок запеклих сутичок загинули 27 тис. мирних жителів.
- 2002 — Енія одержала нагороду World Music Awards як найуспішніша виконавиця у світі.
- 2003 — Верховна Рада України ухвалила Закон «Про Державний гімн України».
- 2022 — із метою відзначення подвигу, героїзму та стійкості громадян, виявлених у захисті своїх міст під час відсічі збройної агресії Російської Федерації проти України надано відзнаку Місто-герой України таким населеним пунктам:[3][4] Волноваха, Гостомель, Маріуполь, Харків, Херсон,[5] Чернігів.[6]

## Народились
Дивись також Категорія:Народились 6 березня
- 1475 — Мікеланджело Буонарроті, італійський скульптор, живописець, архітектор і поет.
- 1619 — Савіньен де Сірано де Бержерак, французький сатирик і драматург, герой безлічі недостовірних легенд.
- 1643 — Фран Крсто Франкопан, хорватський політик, громадський діяч і поет.
- 1849 — Георг Люгер, австрійський конструктор стрілецької зброї, розробник славетного пістолета Parabellum P08 та набою до нього
- 1851 — Олександр Ізмаїльський, український вчений, агроном.
- 1900 — Авраам Шльонський, ізраїльський поет, літератор і видавець.
- 1918 — Адольфас Раманаускас-Ванагас, литовський військовий діяч, полковник, один із чільних партизанських керівників литовського антикомуністичного руху опору.
- 1923 — Вес Монтґомері, американський джазовий гітарист
- 1926 — Анджей Вайда, польський кінорежисер і кіносценарист (єдиний польський режисер — володар «Оскара»).
- 1926 — Алан Грінспен, американський економіст, голова Федеральної резервної системи США (1987—2006).
- 1927 — Габрієль Гарсія Маркес, видатний колумбійський письменник-прозаїк, лауреат Нейштадтської літературної премії 1972 року, лауреат Нобелівської премії з літератури 1982 року.
- 1931 — Олександр Білаш, український композитор, автор класичної та популярної музики (славу йому принесла мелодія до вірша «Два кольори» Д.Павличка).
- 1946 — Володимир Талашко, український актор та режисер.
- 1946 — Девід Ґілмор, британський гітарист, вокаліст, учасник рок-гурту Pink Floyd.
- 1947 — Іван Вакарчук, український фізик, політик і громадський діяч, міністр освіти і науки України, ректор Львівського університету.
- 1953 — Ян К'єрстад — норвезький письменник.
- 1954 — Гаральд Шумахер — німецький футболіст.
- 1972 — Шакіл О'Ніл, американський баскетболіст, багаторазовий чемпіон НБА.
- 1984 — Яніна Соколова, українська акторка, журналістка, телеведуча, громадська діячка.

## Померли
Дивись також Категорія:Померли 6 березня
- 1683 — Гваріно Гваріні, італійський архітектор, математик, богослов.
- 1731 — Йоганн Мельхіор Дінлінгер, німецький ювелір епохи бароко
- 1837 — Юрій Лисянський, український мореплавець, географ, океанограф.
- 1841 — Борглум Гатзон, американський скульптор і архітектор. Керував створенням Національного меморіалу Гора Рашмор.
- 1842 — Констанція Моцарт (до шлюбу Вебер), співачка, мемуаристка, дружина композитора Вольфганга Амадея Моцарта, мати Карла Томаса і Франца Ксавера.
- 1851 — Олександр Аляб'єв, російський композитор.
- 1900 — Готтліб Даймлер, німецький інженер, конструктор та підприємець.
- 1900 — Олександр Птушко, український кінорежисер, сценарист, художник. Один із засновників радянського об'ємного мультфільму, пізніше перейшов до постановки комбінованих ігрових фільмів.
- 1951 — Володимир Винниченко український письменник, політичний діяч.
- 1964 — Анатолій Петрицький, український живописець, графік, художник театру і педагог.
- 1967 — Золтан Кодай, угорський композитор і музикознавець.
- 1973 — Перл Бак, американська письменниця. Лауреатка Пулітцерівської премії (1932) і Нобелівської премії з літератури 1938.
- 1980 — Григір Тютюнник, український письменник-прозаїк, лауреат Шевченківської премії
- 1982 — Айн Ренд, американська письменниця, філософиня.
- 1994 — Тенгіз Абудадзе, грузинський кінорежисер, призер Каннського кінофестивалю 1987.
- 2016 — Ненсі Рейган, 40-а перша леді США.